# Arthrophyllum otopyrenum
Arthrophyllum otopyrenum là một loài thực vật có hoa trong Họ Cuồng cuồng. Loài này được (Baill.) Philipson mô tả khoa học đầu tiên năm 1978.